# Billiken (film 1909)
Billiken è un cortometraggio muto del 1909. Il nome del regista non viene riportato nei credit del film.

## Trama
Una bambina giace nel letto in preda alla febbre tifoidea. Il medico non è incoraggiante, la madre straziata. Il padre entra nella stanza con delle bambole che la piccola neppure guarda. L'unico bambolotto che attira il suo sguardo è il Billiken: il buffo giocattolo porta un sorriso sul suo volto e lei si addormenta tranquilla. Nei suoi sogni, Billiken la diverte con le sue acrobazie e con i suoi giochi fino a che la piccola non si risveglia. Il dottore si rende conto che la crisi è passata: il Billiken ha aiutato la bambina a guarire, salvandola dalla morte.

## Produzione
Il film fu prodotto dalla Lubin Manufacturing Company.

## Distribuzione
Distribuito dalla Lubin Manufacturing Company, il film - un cortometraggi di 139 metri - uscì nelle sale cinematografiche statunitensi il 4 ottobre 1909. Nelle proiezioni, veniva programmato con il sistema dello split reel, accorpato in un'unica bobina con un altro cortometraggio prodotto dalla Lubin, la commedia Who Discovered the North Pole?.